# Nemacheilus huapingensis
Nemacheilus huapingensis är en fiskart som beskrevs av Wu 1992. Nemacheilus huapingensis ingår i släktet Nemacheilus och familjen grönlingsfiskar. Inga underarter finns listade i Catalogue of Life.